# Luan Babameto
Luan Babameto (* 4. Dezember 1930 in Gjirokastra) ist ein ehemaliger albanischer Politiker der Partei der Arbeit Albaniens (Partia e Punës e Shqipërisë PPSh), der unter anderem zwischen 1978 und 1990 Mitglied der Volksversammlung (Kuvendi Popullor) und von 1974 bis 1987 erst Kommunikationsminister sowie daraufhin zwischen 1987 und 1989 Verkehrsminister war.

## Leben
Luan Babameto, der aus einer Intellektuellenfamilie stammte, absolvierte nach dem Besuch der Grundschule in Pristina und der Oberschule in Shkodra ein Studium an der Fakultät für Maschinenbau der Universität Warschau, das er mit Auszeichnung abschloss. Nach seiner Rückkehr begann er seine berufliche Tätigkeit als Ingenieur bei der Eisenbahn Albaniens (Hekurudha Shqiptare) und war zunächst Leiter der Maschinenbauwerkstatt, später Oberingenieur sowie zuletzt Generaldirektor der Hekurudha Shqiptare. Auf dem 6. Parteitag (1. November bis 7. November 1971) wurde er Kandidat des Zentralkomitees (ZK) der Partei der Arbeit Albaniens (Partia e Punës e Shqipërisë PPSh).
Er übernahm am 30. Oktober 1974 als Nachfolger von Milo Qirko das Amt als Kommunikationsminister (Ministër i Komunikacioneve) im sechsten Kabinett Shehu. Das Amt des Kommunikationsministers bekleidete er im Anschluss vom 27. Dezember 1978 bis zum 14. Januar 1982 im siebten Kabinett Shehu, zwischen dem 5. Januar und dem 22. November 1982 im ersten sowie vom 23. November 1982 bis zum 20. Februar 1987 im zweiten Kabinett Çarçani. Zugleich war er kurzzeitig im Oktober 1974 auch Leiter der Abteilung Eisenbahn im Kommunikationsministerium.
Babameto wurde bei den Wahlen am 12. November 1978 zum Mitglied der Volksversammlung (Kuvendi Popullor) gewählt und gehörte dieser von der neunten bis zum Ende der elften Legislaturperiode vom 25. Dezember 1978 bis zum 13. November 1990 an. In der Volksversammlung vertrat er den Kreis Durrës. Auf dem 9. Parteitag (3. November bis 8. November 1986) wurde er zudem zum Mitglied des ZK der PPSh gewählt. Er wurde am 20. Februar 1987 Verkehrsminister (Ministër i Transporteve) im dritten Kabinett Çarçani und bekleidete dieses Amt bis zum 2. Februar 1989, woraufhin Hajredin Çeliku seine Nachfolge antrat. Als Kommunikations- und Verkehrsminister setzte er sich für eine Steigerung des Güterverkehrs durch die Verbindung von Eisenbahn- und Landtransport ein. Zuletzt war er zwischen 1989 und 1990 Vorsitzender des Exekutivkomitees der Volksversammlung des Kreises Durrës.
Nach seinem Ausscheiden aus der Regierung und dem Rückzug aus dem politischen Leben veröffentlichte Luan Babameto zahlreiche Sachbücher, die sich insbesondere mit dem Transport- und Verkehrswesen befassten, aber auch Romane.

## Veröffentlichungen
- Transporti. Teknika, teknologjia dhe ekonomia ne llojet e transportit (1997)
- Nëpër udhët e hekurta. Histori nëpërmjet kujtimesh (1998)
- Transporti hekurudhor. Infrastruktura, teknika, teknologjia dhe organizimi (2000)
- Nëpër udhët tona. Histori nepermjet kujtimesh (2001)
- Për ku? Shtjellime filozofike – ekonomike – shoqërore (2002)
- Kohë roitjesh. Përjetime të kohës (2004)
- Kronikë brezash (2005)
- Sali Verdha, njeri i mirë dhe i shquar. Jetëshkrimi (2006)
- Imja dhe jona. Roman (2007)
- Kapërcim në kohë. Tregim fantastiko-shkencor (2007)
- Ta mbrojmë dhe pasurojmë gjuhën tonë (2008)
- Dashuria e vështruar pleqërisht (2012)